# Девід Окереке
Девід Окереке (англ. David Okereke, нар. 29 серпня 1997, Лагос) — нігерійський футболіст, нападник італійського «Кремонезе».
Виступав за низку італійських команд, а також олімпійську збірну Нігерії.

## Клубна кар'єра
Народився 29 серпня 1997 року в Лагосі. З юнацьких років займався футболом в Італії, вихованець молодіжних структур клубів «Лаваньєзе» і «Спеція».
У дорослому футболі дебютував 2015 року виступами за команду «Лаваньєзе» в Серії D, а з наступного року виступав уже за «Спецію» з другого італійського дивізіону. Загалом відіграв за клуб з Ла-Спеції три роки, в сезоні 2018/19 вже був гравцем основного складу. До того протягом першої половини 2018 року встиг пограти за «Козенцу» в Серії C.
До складу бельгійського «Брюгге» перейшов 9 липня 2019 року за 8 мільйонів євро. Уклав з клубом чотирирічний контракт. Мав у «Брюгге» постійну ігрову практику, проте влітку 2021 року повернувся до Італії, де 12 серпня приєднався на умовах оренди до «Венеції».

## Виступи за збірну
2019 року провів одну гру у складі олімпійської збірної Нігерії.

## Статистика виступів

### Статистика клубних виступів
Станом на 10 січня 2021 року
| Сезон              | Команда            | Чемпіонат          | Чемпіонат | Чемпіонат | Національний кубок | Національний кубок | Національний кубок | Континентальні кубки | Континентальні кубки | Континентальні кубки | Інші змагання | Інші змагання | Інші змагання | Усього | Усього |
| Сезон              | Команда            | Ліга               | Ігор      | Голів     | Ліга               | Ігор               | Голів              | Ліга                 | Ігор                 | Голів                | Ліга          | Ігор          | Голів         | Ігор   | Голів  |
| ------------------ | ------------------ | ------------------ | --------- | --------- | ------------------ | ------------------ | ------------------ | -------------------- | -------------------- | -------------------- | ------------- | ------------- | ------------- | ------ | ------ |
| 2015-черв. 2016    | «Лаваньєзе»        | D                  | 2         | 1         | КІ-D               | 0                  | 0                  | -                    | -                    | -                    | -             | -             | -             | 2      | 1      |
| січ.-черв. 2016    | «Спеція»           | B                  | 3         | 0         | КІ                 | 0                  | 0                  | -                    | -                    | -                    | -             | -             | -             | 3      | 0      |
| 2016–17            | «Спеція»           | B                  | 14        | 0         | КІ                 | 3                  | 1                  | -                    | -                    | -                    | -             | -             | -             | 17     | 1      |
| 2017-січ. 2018     | «Спеція»           | B                  | 6         | 0         | КІ                 | 0                  | 0                  | -                    | -                    | -                    | -             | -             | -             | 6      | 0      |
| січ.-черв. 2018    | «Козенца»          | C                  | 15+9      | 1+3       | КІ+КІ-C            | 0+2                | 0+1                | -                    | -                    | -                    | -             | -             | -             | 26     | 5      |
| 2018–19            | «Спеція»           | B                  | 30+1      | 10+0      | КІ                 | 2                  | 0                  | -                    | -                    | -                    | -             | -             | -             | 31     | 10     |
| Усього за «Спецію» | Усього за «Спецію» | Усього за «Спецію» | 53+1      | 10        |                    | 5                  | 1                  |                      | -                    | -                    |               | -             | -             | 59     | 11     |
| 2019–20            | «Брюгге»           | ПЛ                 | 22        | 9         | КБ                 | 1                  | 2                  | ЛЧ                   | 8                    | 0                    | -             | -             | -             | 31     | 11     |
| 2020–21            | «Брюгге»           | ПЛ                 | 25        | 4         | КБ                 | 2                  | 0                  | ЛЧ+ЛЄ                | 3+2                  | 0                    | -             | -             | -             | 32     | 4      |
| Усього за «Брюгге» | Усього за «Брюгге» | Усього за «Брюгге» | 47        | 13        |                    | 3                  | 2                  |                      | 13                   | 0                    |               | -             | -             | 63     | 15     |
| Усього за кар'єру  | Усього за кар'єру  | Усього за кар'єру  | 101+10    | 28        |                    | 8                  | 4                  |                      | 11                   | 0                    |               | -             | -             | 125    | 31     |

## Титули і досягнення
- Чемпіон Бельгії (2):

«Брюгге»: 2019-20, 2020-21
- Володар Суперкубка Бельгії (2):

«Брюгге»: 2021, 2022